# Čeněk Petelík

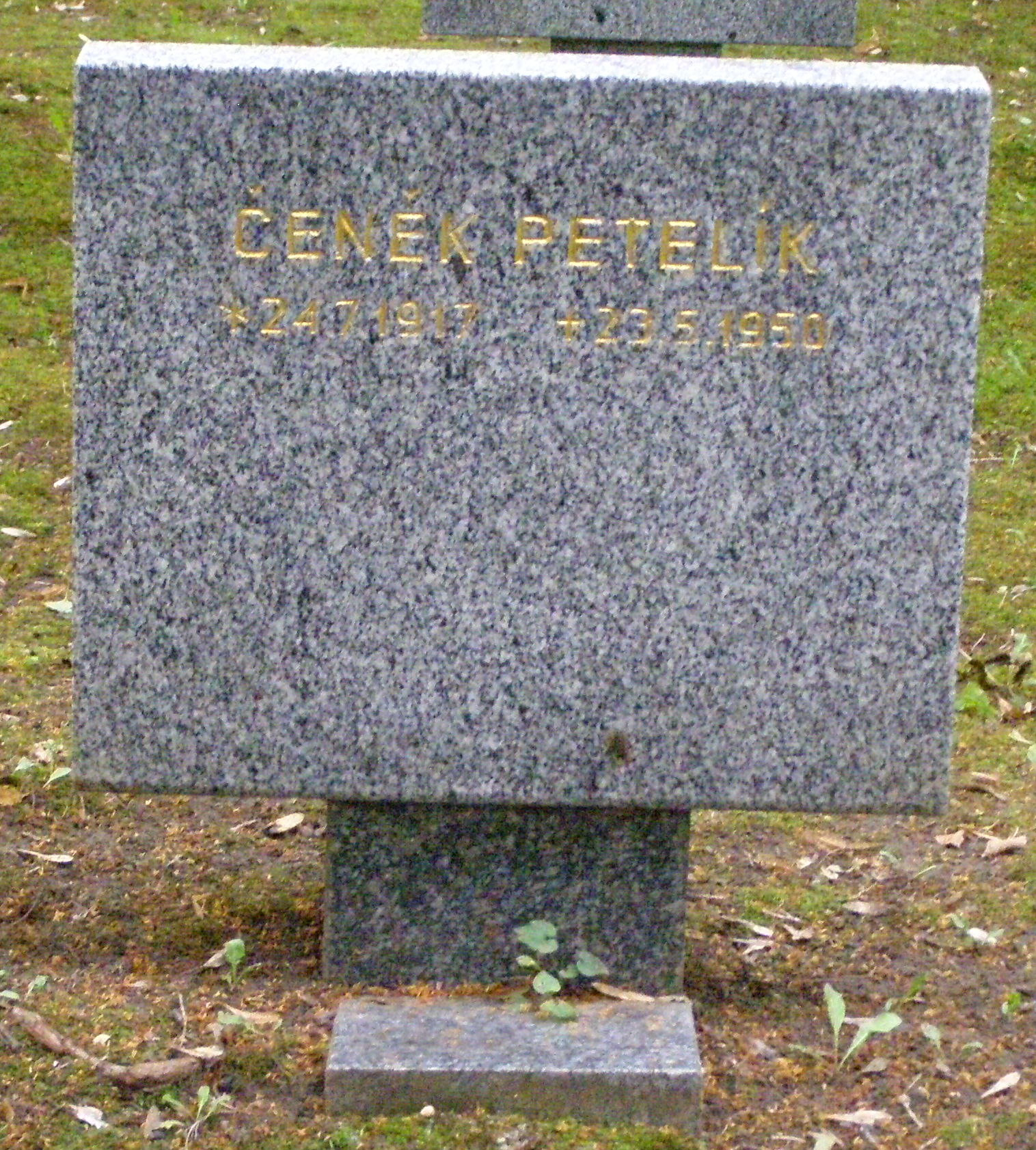
Symbolický hrob na Čestném pohřebišti popravených a umučených z padesátých let (III. odboj) na Ďáblickém hřbitově v Praze

Čeněk Petelík (24. července 1917 Mittweida, Německá říše – 23. května 1950 Pankrácká věznice, Praha) byl český pasíř, frézař a vězeňský dozorce. V roce 1950 byl v politickém procesu odsouzen za trestné činy velezrady a sabotáže k trestu smrti a krátce nato popraven.

## Životopis
Narodil se 24. července 1917 v saském městě Mittweida v Německu. Byl nemanželským dítětem, matka Anna Petelíková později pracovala ve Škodových závodech v Plzni, kam se rodina během Petelíkova mládí přestěhovala. Měl staršího bratra Jana a starší sestru Marii. Od roku 1923 Petelík navštěvoval v Plzni obecnou školu. Po čtyřech letech v učení se roku 1935 v uměleckém zámečnictví Václava Beneše vyučil pasířem, kde po vyučení krátce pracoval. Zároveň studoval také odbornou pokračovací školu. Později pracoval u firmy na výrobu kočárků, poté do roku 1945 jako horizontální frézař ve Škodových závodech.
Během svého mládí byl členem Dělnické tělocvičné jednoty, Odborového svazu kovodělníků a také Československé sociální demokracie. V květnu 1945 vstoupil do Komunistické strany Československa.

### Vězeňský dozorce
Po konci druhé světové války nastoupil na povinnou vojenskou službu, kterou vykonal v Domažlicích. Ze zdravotních důvodů byl ale již po dvou měsících služby propuštěn. Ještě před zahájením vojenské služby požádal o pracovní místo jako dozorce v plzeňské věznici na Borech. Byl přijat a stal se výpomocnou dozorčí silou. Dohlížel na vězně, kteří byli do vazby umístěni na základě lidových soudů. V průběhu roku 1946 ve věznici vystřídal různé pozice, byl například členem vnější ostrahy, působil také na samostatných pracovištích ve městě. V prosinci 1946 byl přeřazen do tzv. „komanda“ v obci Zdice, dále působil také v obcích Terešov a Klenovice.
V červnu 1947 byl s hodností podstrážmistra ustanoven čekatelem Sboru vězeňské stráže (SVS), podstrážmistrem se tak po uplynutí jednoroční čekací lhůty stal v červenci 1948. V lednu 1949 se stal velitelem samostatného pracovního oddílu v Černicích. Měl velmi dobré hodnocení a během reorganizace ve Sboru vězeňské stráže po únorovém převratu nepozbyl žádné ze svých funkcí, přestože řada jiných dozorců takové štěstí neměla. Po několika měsících se na jaře 1949 vrátil do plzeňské věznice, kde krátce působil v oddělení pro politické vězně. V oddělení vystřídal od jara do podzimu několik různých funkcí (samovazba, venkovní ostraha, střežení venkovní zdi aj.). Od listopadu 1949 do března 1950 působil v Horní Bříze.

### Zatčení a poprava

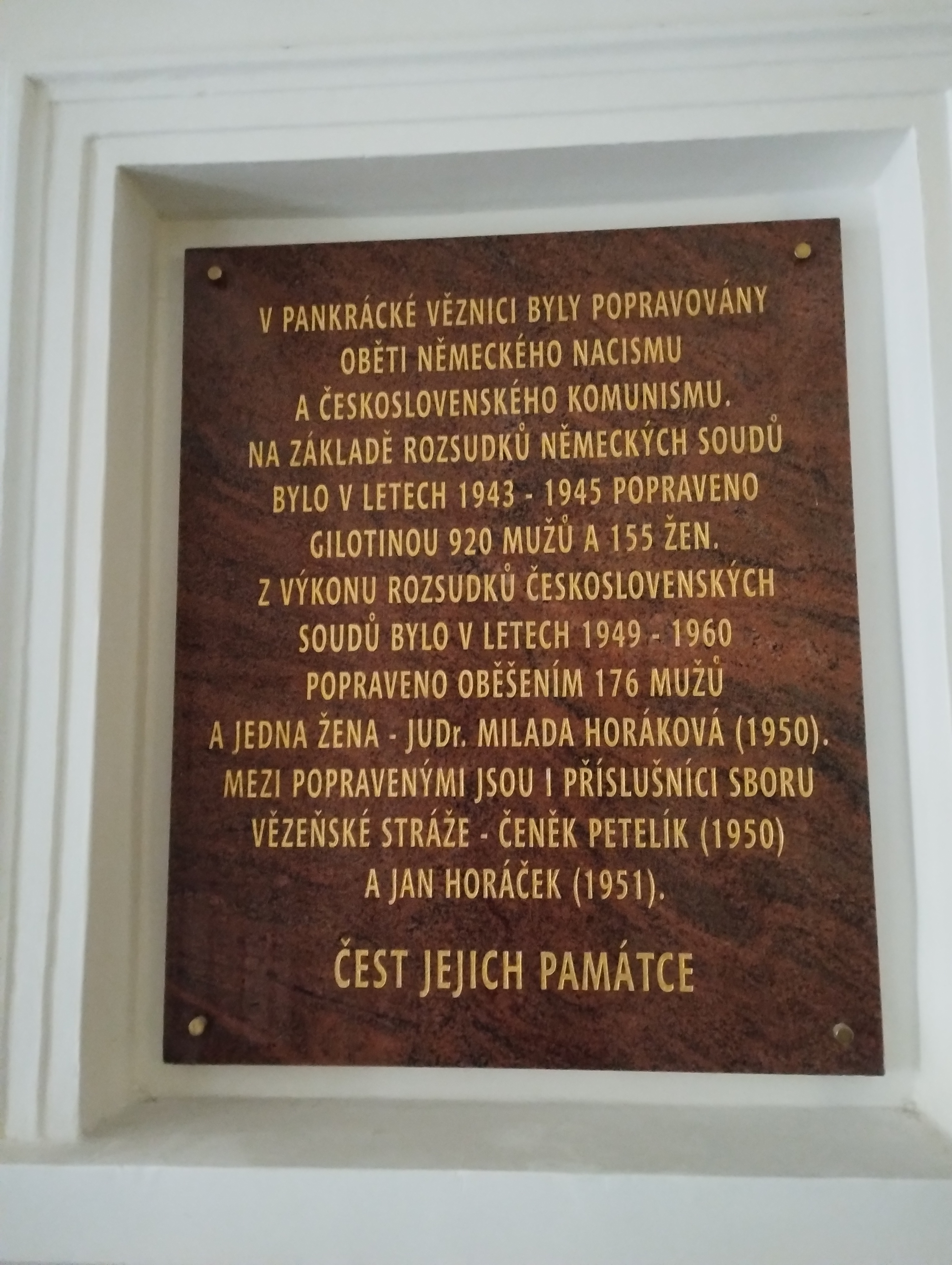
Pamětní deska popravených ve vstupním prostoru věznice Pankrác se jménem Č. Petelíka

Dne 17. dubna 1950 byl Petelík náhle zatčen. Necelý měsíc před zatčením byl do věznice povolán Evžen Stroin, který měl shromažďovat veškeré dostupné informace o průběhu výkonu služby vykonané dozorci a mezi vězni tak vybudoval síť informátorů. Na konci března se Stroin stal zástupcem velitele věznice pro politickou práci. Petelík se rychle stal předmětem zájmu vedení věznice. Vyšlo totiž najevo, že během působení v pracovním oddílu donášel své rodině potraviny z vězeňské kuchyně, za služební peníze nakupoval alkohol, s odsouzenými hrával karty (možná jim přitom rovněž umožňoval poslech zahraničního rozhlasu), zprostředkovával písemný styk s rodinami politických vězňů, vězňům dodával potraviny a cigarety a sděloval jim novinky ze zakázaného zahraničního rozhlasu. Lidoveckému poslanci Stanislavu Brojovi měl krátce po popravě generála Heliodora Píky předat nedopalek jeho poslední vykouřené cigarety. Vězňům takto pomáhal na několika celách i na působištích mimo plzeňskou věznici. Dle obžaloby se měl Petelík navíc připravovat na ozbrojenou vzpouru, při níž měl chtít zavraždit velitele věznice. Krátce po zatčení byl vyslýchán, při čemž byl mimo jiné opakovaně bit obuškem. Již 19. dubna tak musel být se zraněními odvezen do nemocnice. Během brutálních výslechů Petelík prozradil jména dalších deseti dozorců, kteří se měli proti řádu věznice různým způsobem provinit. Již 28. dubna 1950 byla k celému případu údajné přípravy vzpoury vydána závěrečná zpráva. Na počátku května byl z Plzně převezen do věznice v pražské Ruzyni. V následném politickém procesu konaném již v květnu 1950 odsoudil Petelíka (spolu se Stanislavem Brojem a Reném Černým) za velezradu a sabotáž k trestu smrti. Dalších pět osob bylo v procesu odsouzeno k dlouholetým trestům odnětí svobody. O rozsudku prakticky rozhodla již o několik dní dříve Bezpečnostní komise ÚV KSČ a Krajská bezpečnostní pětka Plzeňského kraje – ta vydala usnesení, v němž vyzývala, aby byl rozsudek po jeho vynesení také bezodkladně vykonán. Po vynesení rozsudku byl převezen do pankrácké věznice. Dne 20. května 1950 potvrdil Nejvyšší soud všechny rozsudky vynesené v případu. Dne 22. května, pouhý den před popravou, zamítl žádost o milost (tu o šest dní dříve podala jeho sestra Marie) tehdejší prezident Klement Gottwald. Dne 23. května tak byl v brzkých ranních hodinách, pouhý měsíc po zatčení a jedenáct dní po vynesení rozsudku, popraven.
Rozsudek v případu byl po stížnosti podané právníkem Karlem Pražákem v druhé polovině padesátých let přezkoumán a zpochybněn. Petelík byl nicméně rehabilitován až po Sametové revoluci v prosinci 1990. Před vstupem do věznice Bory byla v roce 2018 k uctění jeho památky instalována pamětní deska.
Se svojí ženou Miladou měl dvě děti, syna Čeňka a dceru Květoslavu.

## Připomínky
- Pamětní deska Čeňku Petelíkovi byla odhalena na budově před vstupem do věznice Plzeň-Bory 30. listopadu 2018 (Klatovská třída 2868/218, 301 00 Plzeň 3 – Jižní Předměstí) v rámci projektu Poslední adresa.[29][30]
- Jeho jméno je rovněž uvedeno na Pomníku Miladě Horákové a Obětem komunismu v Praze 4 - Nuslích na Náměstí Hrdinů, u stanice metra Pražského povstání, před Vrchním soudem v Praze a Vrchním státním zastupitelstvím v Praze.[31]
- Jméno Čeňka Petelíka je uvedeno na pamětní desce popravených ve vstupním prostoru věznice Pankrác.[32]